# Miss Atlántico Internacional 1997
O Miss Atlântico Internacional 1997 foi a 3.ª edição do concurso de beleza internacional Miss Atlântico que ocorreu anualmente no Uruguai. Aconteceu em janeiro de 1997 com a participação de nove aspirantes ao título. A brasileira Daniela Cecconelo coroou a argentina Sandra Borgeto como a nova detentora do título. 

## Resultados
| Colocação           | País                         |
| Miss Atlântico 1997 | - Argentina - Sandra Borgeto |

### Premiações Especiais
- Não há nenhuma premiação especial constada nesta competição este ano.

## Candidatas
Candidatas que disputaram o concurso este ano:
- Argentina - Sandra M. Borgeto

## Ligações Externas
- Site oficial do Miss Atlántico Internacional